# پیر پتیتو
پیر پتیتو (فرانسوی: Pierre Petiteau‎; ۱۴ مهٔ ۱۸۹۹ – ۹ آوریل ۱۹۷۴) بازیکن راگبی ۱۵ نفره اهل فرانسه بود.